# 棕鳞瓦韦
棕鳞瓦韦（学名：Lepisorus scolopendrium）为水龙骨科瓦韦属下的一个种。

## 扩展阅读
維基物種上的相關：棕鳞瓦韦